# L'Éternel au-dessus de prophètes et de sibylles
L'Éternel au-dessus de prophètes et de sibylles est une peinture du Pérugin, une fresque (229 × 370 cm) datant de 1497 - 1500, conservée dans la Sala delle Udienze del Collegio del Cambio à Pérouse  (Italie).

## Histoire
L'Arte del Cambio avait reçu l'autorisation de s'établir dans des locaux à l'extrémité du palazzo dei Priori à partir 1452. Jusqu'en 1457 eurent lieu les travaux d'architecture et de fonctionnalité des pièces.
En 1496 fut prise la décision de faire décorer par Le Pérugin la Sala delle Udienze, endroit où avaient lieu les réunions et centre des activités commerciales de la corporation.
Le choix du Pérugin était motivé par le fait que l'artiste était à ce moment-là parmi les plus demandés d'Italie, responsable d'un atelier à Florence et d'un autre à Pérouse et présent en ville quand il réalisa le polyptyque de saint Pierre.
Le contrat fut signé le 26 janvier 1496, Le Pérugin travailla surtout en 1498 et termina le cycle en 1500.

## Thème
Le thème du cycle est la concordance entre le savoir païen et le savoir chrétien, élaboré par l'humaniste Francesco Maturanzio.

## Description
La panneau de L'Éternel entre les anges au-dessus d'un groupe de prophètes et de sibylles, allégorie de l'Espérance un registre inférieur de personnages et un supérieur occupé par Dieu le père bénissant dans une nimbe lumineuse, entouré de chérubins, séraphins et deux anges volant provenant aussi du répertoire de l'artiste. 
Le paysage avec les douces collines pointillées d'arbrisseaux se dégrade vers le centre créant l'effet d'une vallée ouverte conduisant le regard du spectateur vers le centre de la représentation. 
Les prophètes et les sibylles sont divisés en deux groupes symétriques et les inscriptions sur la base aident à reconnaître les personnages. Il en est de même des phylactères  qu'ils tiennent à la main, avec des prophéties.
De gauche à droite on distingue :
- Isaïe, Moïse, Roi David, Jérémie et Salomon, La sibylle Érythréenne, La sibylle Persique, La sibylle de Cumes, La sibylle Libyque, La sibylle Tiburtine et la sibylle Delphique.

## Analyse
La composition sur deux registres avec la mandorle est issue de l'Assomption de la Chapelle Sixtine (perdue) reproduite à de nombreuses occasions dans les retables. La division en deux parties est ici marquée en arrière-plan par le faisceau irrégulier du décor de collines formant une vallée constituant le point de fuite et par la clarté du ciel afin d'éviter une trop forte rigidité géométrique.
La peinture constitue le seul panneau dont le dessin préparatoire a été réalisé par incision alors que le transfert par spolvero a été utilisé pour les autres scènes. La mise en page de la composition, par rapport aux autres scènes est moins schématique et la texture picturale plus fluide probablement résultant du recours à divers collaborateurs ou par une distance temporelle dans la réalisation. 
Depuis le XVIIe siècle, court l'hypothèse que le jeune Raphaël aurait participé à ce travail, même si à l'époque, encore très jeune, il était dans une phase de stricte suivisme du maître.